# Prałatura terytorialna Moyobamba
Prałatura terytorialna Moyobamba (łac. Territorialis Praelatura Moyobambensis) – prałatura terytorialna Kościoła rzymskokatolickiego w Peru. Należy do metropolii Trujillo. Została erygowana 7 marca 1948 roku przez papieża Piusa XII bullą Romanus Pontifex.

## Ordynariusze
- Martin Fulgencio Elorza Legaristi CP (1949 – 1966)
- Venancio Celestino Orbe Uriarte CP (1967 – 2000)
- José Santos Iztueta Mendizábal CP (2000 – 2007)
- Rafael Alfonso Escudero López-Brea (od 2007)